# Consell Pontifici per als Textos Legislatius
El Consell Pontifici per als Textos Legislatius (llatí: Pontificium consilium de legum textibus) és un dicasteri de la Cúria Pontifícia. La tasca del Consell «principalment és interpretar les lleis de l'Església»
Actualment està presidit pel cardenal Francesco Coccopalmerio, i el Secretari és el bisbe Juan Ignacio Arrieta Ochoa de Chinchetru, que va ser nomenat per Benet XVI el 22 de febrer de 2011.

## Història
Després de l'entrada en vigor del primer Codi de Dret Canònic, el Papa Benet XV instituí la "Comissió Pontifícia per a l'Autèntica Interpretació del Codi de Dret Canònic" el 5 de setembre de 1917 amb el motu proprio Cum iuris canonici. Aquesta comissió durà fins a la institució de la "Pontifícia comissió per a la revisió del Codi de Dret Canònic", constituïda per Joan XXIII el 1963 per treballar en la revisió del codi. Després del Concili Vaticà II, el Pau VI instituí el 1967 la "Pontifícia comissió per a la interpretació dels decrets del Concili Vaticà II", la competència de la qual va estendre's successivament a la interpretació dels documents que emanaven de la Santa Seu per a l'execució dels decrets del Concili.
El Papa Joan Pau II, el 2 de gener de 1984, instituí la "Pontifícia comissió per a la interpretació autèntica del Codi de dret canònic", l'objecte de la qual era interpretar els cànons del nou Codi de Dret Canònic, promulgat el 25 de gener de 1983, i les lleis universals del ritu llatí. Amb la institució d'aquest nou orgue van cessar les dues comissions precedents. Amb la constitució apostòlica Pastor Bonus del 28 de juny de 1988, la comissió va convertir-se en un Consell pontifici, assumint la denominació actual.
El 18 d'octubre de 1990, les seves competències va ser esteses per interpretar el Codi de Canons de les Esglésies Orientals i les lleis compartides amb les Esglésies Catòliques Orientals.

## Competències
L'àmbit de competències del consell estan definits als articles 154-158 de la constitució apostòlica Pastor Bonus:
- la interpretació de les lleis universals de l'Església catòlica;
- l'ajut als altres dicasteris romans a fi que els decrets generals executius i les instruccions siguin conformes a les normes del dret vigent;
- la revisió dels decrets generals de les organismes episcopals;
- a requesta dels interessats, la decisió sobre les lleis particulars i els decrets generals, emanats pels legisladors sota la suprema autoritat, siguin conformes a les lleis universals de l'Església.

### Cronologia dels presidents
- Cardenal Pietro Gasparri (18 d'octubre de 1917 - 7 de febrer de 1930 jubilat)
- Cardenal Giulio Serafini (30 de juny de 1930 - 16 de juliol de 1938 mort)
- Cardenal Luigi Sincero (12 de desembre de 1934 - 7 de febrer de 1936 mort)
- Cardenal Massimo Massimi (14 de març de 1939 - 29 de maig de 1946 nomenat prefecte del Suprem tribunal de la Signatura apostòlica)
- Cardenal Giuseppe Bruno † (20 de març de 1954 - 10 de novembre de 1954 mort)
- Cardenal Pietro Ciriaci (31 de maig de 1955 - 30 de desembre de 1966 mort)
- Cardenal Pericle Felici (21 de febrer de 1967 - 22 de març de 1982 mort)
  - Cardenal Rosalio José Castillo Lara, S.D.B. (22 de maig de 1982 - 27 de maig de 1985 nomenat president del mateix dicasteri) (pro-president)
- Cardenal Rosalio José Castillo Lara, S.D.B. (27 de maig de 1985 - 6 de desembre de 1989 nomenat president de l'Administració del patrimoni de la Seu Apostòlica)
- Cardenal Vincenzo Fagiolo (15 de desembre de 1990 - 19 de desembre de 1994 jubilat)
- Cardenal Julián Herranz Casado (19 de desembre de 1994 - 15 de febrer de 2007 jubilat)
- Cardenal Francesco Coccopalmerio, des del 15 de febrer de 2007

### Cronologia dels vicepresidents
- Arquebisbe Bruno Bertagna † (15 de febrer de 2007 - 12 d'octubre de 2010 jubilat)

### Cronologia dels secretaris
- Monsenyor Luigi Sincero † (1917 - 1923 nomenat pro-secretari de la Congregació per a les Esglésies Orientals)
- Monsenyor Giuseppe Bruno † (14 de febrer de 1924 - 22 de febrer de 1946)
- Arquebisbe Gabriel Acacius Coussa, B.A. † (3 de març de 1946 - 4 d'agost de 1961 nomenat pro-secretari de la Congregació per a les Esglésies Orientals)
- Prevere Giacomo Violardo † (2 d'abril de 1962 - 26 de gener de 1965 nomenat secretari de la  Congregació per la Disciplina dels Sagraments)
- Prevere Raimondo Bidagor, S.J. † (1965 - 1973 renuncià)
- Bisbe Rosalio José Castillo Lara, S.D.B. † (12 de febrer de 1975 - 5 d'octubre de 1981 nomenat president de la Comissió disciplinària de la Cúria Pontifícia)
- Arquebisbe Julián Herranz Casado (1983 - 19 de desembre de 1994 nomenat president del mateix dicasteri)
- Bisbe Bruno Bertagna † (19 de desembre de 1994 - 15 de febrer de 2007 nomenat vicepresident del mateix dicasteri)
- Bisbe Juan Ignacio Arrieta Ochoa de Chinchetru, des del 15 de febrer de 2007

### Cronologia dels secretaris adjunts
- Monsenyor Willy Onclin (1965 - 1983 renuncià)
- Bisbe Umberto Tramma (25 de març de 1999 - 1 de novembre de 2000 mort)

### Cronologia dels sots-secretaris
- Prevere Mariano De Nicolò (1984 - 8 de juliol de 1989 nomenat bisbe de San Marino-Montefeltro i Rimini)
- Prevere Ivan Zuzek, S.J. (1990 - 1995 renuncià)
- Prevere Marino Maccarelli, O.S.M. (1995 - 1999 renuncià)
- Monsenyor Mario Marchesi (1999 - 2002 renuncià)
- Monsenyor Bernard Anthony Hebda (3 de març de 2003 - 7 d'octubre de 2009 nomenat bisbe de Gaylord)
- Monsenyor José Aparecido Gonçalves de Almeida (14 de juny de 2010 - 8 de maig de 2013 nomenat bisbe auxiliar de Brasília)
- Monsenyor Markus Graulich, S.D.B., des del 22 de maig de 2014